# Asuan
Asuan (egiptovsko arabsko أسوان: Aswān, staroegipčansko Swenett, koptsko   ⲥⲟⲩⲁⲛ: Souan, starogrško starogrško Συήνη: Syene) je mesto v južnem Egiptu in upravno središče Governorata Asuan.
Mesto, ki je pomembno trgovsko in turistično središče, stoji malo severno od Asuanskega jezu na vzhodni obali Nila na njegovem prvem kataraktu. V sodobno mesto je vključena nekoč ločena skupnost na otoku Elefantina. 

## Zgodovina
| s | E34 · n | t · niwt |

| s | E34 · n | t · niwt |

Asuan je starodavno staroegipčansko južno obmejno mesto  Swenett.  Njegovo ime izhaja verjetno iz imena egipčanske boginje z istim imenom. Stari Grki so boginjo kasneje poistovetili z boginjo Ilitijo, Rimljani pa z boginjo Lucino. Starodavno ime mesta bi lahko izhajalo tudi iz egipčanskega simbola za trgovanje ali tržnico.
Staroegipčansko mesto je stalo na polotoku na desnem (vzhodnem) bregu Nila tik pod prvim kataraktom. Nil je bil od svoje delte do Asuana ploven brez večjih ovir.
V bližini mesta so bili kamnolomi, v katerih so lomili predvsem granit sienit. Iz njega so klesali kolosalne kipe in obeliske in gradili svetišča in piramide. Sledovi kamnolomov so po več kot 3.000 letih še vidni.  Stali so na obeh obalah Nila. Med njimi je bila od Siene do File vsekana 6,5 km dolga cesta. 
Asuan je bil tudi pomembna vojaška postojanka in trgovsko središče. V vsej zgodovini je bil garnizijsko mesto in carinska postaja, kjer so morale vse ladje, ki so plule proti severu ali proti jugu,  plačati pristojbine in carine.
Okoli leta 330 n. št. je v Asuanu nameščena legija dobila iz Aleksandrije svojega škofa. Iz škofije se je kasneje razvila Sienska koptska dioceza. Mesto so omenjali številni antični pisci, med njimi  Herodot, Strabon, Štefan iz Bizanca, Ptolemaj, Plinij starejši, in  Vitruvij. Omenja se tudi v Antoninovem itinerarju, Ezekielovi knjigi, Izajevi knjigi in Ibn Batutovi Rihli.
Asuan je bil zaradi svoje zemljepisne širine 24° 5′ 23″ severno zelo zanimiv za antične geografe. Bili so prepričani, da stoji neposredno pod Rakovim povratnikom in da ob poletnem sončnem obratu Sonce nanj sije pravokotno. Opazili so tudi, da na ta dan opoldne  sonce odseva iz asuanskega vodnjaka. Podatke je izkoristil starogrški matematik in astronom Eratosten, ki je z merjenjem dolžine sence na isti dan v Aleksandriji prvi  v zgodovini izračunal obseg Zemlje. Njegov izračun je bil izjemno točen: 40.074 km, se pravi da se je samo za 66 km ali 0,16 % razlikoval od njenega pravega obsega. 
Nad Asuanom je bil Nil širok približno 650 m. Od tega obmejnega mesta  do najbolj severne točke Egipta je dolg več kot 1.200 km. Na njem ni nobene ovire ali katarakta. Potovanje od Asuana do Aleksandrije je ob ugodnem vremenu trajalo 21 do 28 dni.

## Geografija
Asuan je na jugovzhodni strani ovinka v Nilu, približno 13 kilometrov severno od Naserjevega jezera. Jezero je nastalo kot posledica zajezitve Nila z Asuanskim jezom, ki se imenuje po mestu. Med visokim jezom in mestnim prostorom je šest kilometrov jugozahodno od središča mesta, stara stena jezu. Od tam do Asuana, Nile teče okoli nekaterih otokov, najsevernejši, Elefantina in otok Kitchener, danes pripadata mestu. Metropolitansko območje vzhodno od Nila se razteza od severa proti jugu v širini 2,5 km in dolžini 5 kilometrov vzdolž reke. Na vzhodu je Vzhodna puščava, zahodno od Nila pa Libijska puščava. Kmetijsko zemljišče je v bližini Asuana, le severno od mesta na ozkih pasovih na obeh straneh reke.
Mesto Asuan ima pomen za lokacijo pod prvim kataraktom Nila. Od tod je bila reka plovna proti spodnjemu Egiptu. Katarakti, sestavljen iz skal in brzic, so ovirali nadaljevanje poti proti jugu, tako da je Asuan postal središče trgovskih karavan iz Nubije in pomemben pretovorni in trgovski center. Zaradi izgradnje jezov brzic ni več. Medtem je Asuan postal mesto uprave in turizma, čeprav trgovina še vedno igra vlogo in kamnolom granita in rudarstvo, kemična industrija, s svojo prevladujočo predelavo dušikovih soli (gnojil) in visok jez, zagotavljajo delovna mesta. Upravno ozemlje province Asuan se razteza vzdolž Nila 120 kilometrov severno proti za Edfuju in približno 270 kilometrov proti jugozahodu na obeh straneh jezera Naser do sudanske meje.
Asuan je postaja železniške proge iz Qene, ki teče skozi Luksor, Esno, Edfu in Kom Ombo. S progo je povezan tudi veliki jez. [5]. Poleg ceste vzdolž Nila na sever je še nekaj cestnih povezav na obeh straneh Naserjevega jezera in v smeri Rdečega morja, ki je oddaljeno 225 km. V Asuanu je tudi mednarodno letališče. Pomembna prometna arterija ostaja Nil, po katerem vozijo tako turistične ladje za križarjenje iz Luksorja in tovorni promet v Spodnji Egipt.

### Podoba mesta
Na vzhodnem bregu Nila nasproti otoka Elefantina je Corniche El Nil, obrežje s turističnimi restavracije in pomol za potniške ladje in športne čolne. Na južnem koncu stoji leta 1902 zgrajen Old Cataract Hotel, ki je služil kot prizorišče v romanu Agathe Christie. Poslovni center in turistično območje za pešce je v vzporednih ulicah vzhodno od Corniche. Mesto se razteza južno po novih blokovskih stanovanj, ki se razprostirajo na puščavskih gričih na jugovzhodu do naselij Trabant.
V srednjeveškem arabskem starem mestnem jedru v vzhodnem delu mesta je le malo ostankov stavb. Na otoku Elefantina obratuje v senci dreves na majhnih parcelah tradicionalnega kmetovanja, "tradicionalna Nubijska vas" 

## Kultura in znamenitosti
V okolici mesta je ohranjenih le nekaj spomenikov starodavnega mesta. To je svetišče Izide iz časa Ptolemaja III. nonec 3. stoletja pred našim štetjem. V južnem delu mesta, v bližini fatimidskega pokopališča so ostankov templja iz časa Domiciiana. Od leta 2001 sta švicarski inštitut Schweizerische Institut für Ägyptische Bauforschung und Altertumskunde Kairo ter Vrhovni svet starin Egipta izvedla sistematična izkopavanja v sodobnem mestu. 
Najstarejša naselbina je bila ustanovljena pod imenom Abu na začetku 3. tisočletja pr. n. št. na južnem koncu otoka Elefantina kot utrdba iz blatne opeke. Del tega obsežnega arheološkega najdišča je tempelj boga Hnuma, ki je nadzoroval plodnost otoka in bdel nad letnimi poplavami Nila.
Na levi strani toka na Qubbet el Hawa so na severni strani otoka starodavne grobnice Elefantine; Simeonov samostan iz 6. do 7. stoletja na neporaščenem pobočju je lahko dostopen z zahodne strani z ladjo. Na območju do 115 metrov širok otok Kitchener, kjer je botanični vrt mesta Asuan.
Otok Agilkia na katerem so leta 1979 iz 44.000 predmetov obnovili Izidin tempelj iz poplavljenega otoka File, je južno v Nilu, med starim in novim Asuanskim jezom. Nedaleč stran, na zahodni obali jezera, stoji preneseni tempelj Kalabsha.
Po egiptologu Zahi Hawassu so arheologi v Asuanu v začetku julija 2011 našli 3200 pr. n. št. staro skalno sliko, ki prikazuje kraljevo slovesnost. To je prva popolnoma ohranjena predstavitev pred prvo dinastijo. Na sliki so prikazani lovski in borbeni prizori ter praznovanja na bregovih Nila. 

### Muzeji
Asuanski muzej
Majhen Asuanski muzej zgrajen v kolonialnem slogu nekdanjega dvorca Williama Willcocksa, načrtovalca leta 1902 odprtega prvega Asuanskega jeza, je na jugovzhodu otoka Elefantina. Odprt je bil leta 1912 in prikazuje predmete, ki so bili pri gradnji starega jezu rešeni iz naraščajočih voda. V devetdesetih je bil razširjen na najdbe na samem otoku Elefantina. Na ogled so orožje, keramika, različne posode za vsakodnevno in versko življenje v starodavnem Abu (Yebu), starodavne egipčanske mumije in načrti razvoja urbanega Asuana skozi stoletja. Posebno zanimiva je mumija svetega Ovna v pozlačenem sarkofagu, v grobnici za muzejsko stavbo.
Pod zgradbo muzeja je Nilometer iz Abuja, ponovno odkrit leta 1870. Dosegljiv po več kot 90 stopnicah, je omenil že Strabon (63 pr. n. št. - 23 n. št..). Poleg muzeja je vrt, ki vodi do arheološkega najdišča ruševin Abuj. 
Nubijski muzej (Mathaf el Nuba)
Muzej na južnem obrobju Asuana, ki je bil odprt novembra 1997, prikazuje nubijsko umetnost in zgodovino od prazgodovine do današnjega dne. V glavni razstavni sobi je podroben model doline Nila z lokacijami nubijskih templjev, ki so bili dodani med reševanjem poplav Naserjevega jezera. Razstavljenih je 1200 eksponatov iz različnih faz nubijske zgodovine, ki segajo od več kot 6000 let starih keramičnih posod, do najdb iz egiptovske in kušitske vladavine do dokumentacijskega središča nubijske kulture sedanjosti. Med drugim so iz krajev kot so Qustul, Ballana, Faras in Qasr Ibrim. Poleg tega je v muzeju etnološka oddelek z majhno vzorčno vasjo, ki je posvečena današnji kulturi preseljenih Nubijcev. Jugovzhodno od muzeja je podaljšek starodavnega kamnoloma rožnatega granita. 
Muzej na prostem pri nedokončanem obelisku
Okoli 600 metrov jugovzhodno od Nubijskega muzeja leži sredi starodavnega kamnoloma kamnit nedokončan obelisk. O času nastanka ni nič znanega. Bil naj bi največji obelisk antike, ki bi končan meril 41,75 metrov. Razpoke v materialu so pripeljale do prenehanja dela. Muzej na prostem okoli nedokončane obelisk daje vpogled v tehniko kamnitega dela starih Egipčanov. Drugi kamnolom je 1,5 kilometra proti jugu.
Mavzolej Aga Khana
Aga Kanov mavzolej je obdan z visokim zidom s kupolo iz roza peščenjaka na zahodni strani Nila, približno 160 metrov od reke in 800 metrov jugozahodno od Simeonovega samostana. V notranjosti je grobnica sultana Mahameda Šaha, ki je umrl leta 1957, ustanovnega člana indijske muslimanske lige in Aga Kana, 48. imama Ismailitov, duhovnega vodjo islamske šiitske skupnosti.

### Park
Botanični vrt v Asuanu je na otoku Kitchener, arabski Geziret an-Nabatat ('otok rastlin'). Otok je dolg 650 metrov in 115 metrov širok. Je dom tropskih in subtropskih rastlin Afrike in Azije, ki so bile zasajene v parku. Med njimi so melijevke (Meliaceae), navadni kruhovec (Artocarpus altilis), muškatni orešček (Myristica fragrans), Kroglasti cigarovec  Catalpa, Indijski mangovec in figovec (Ficus sycomorus), dišeča Bougainvillea, slezenovec (Malva), navadni oleander, Hibiscus, srobot in božična zvezda. Rastlinsko bogastvo predstavlja idealno gnezdišče za številne vrste ptic. Otok je pripadal od leta 1899 do 1916 Horatiu Herbertu Kitchenerju, začasnemu vrhovnemu poveljniku (Sirdar) anglo-egipčanske vojske in prvi generalni guverner anglo-egipčanskega Sudana, ki je postavil temelje za današnji botanični vrt.

## Pobratena mesta
Asuan je pobraten z: 
- Sonoma, Kalifornija, ZDA
- Chongqing, Kitajska. [17]